# Shaun Baker
Shaun Baker tvořící ve stylu dance je DJ pocházející ze severu Velké Británie, ale již přes 20 let žije v Německu. V téže době hraje po celosvětové klubové scéně. Hudbu tvoří společně se svým přítelem a partnerem Sebastianem Wolterem. Tato spolupráce dala tanečnímu světu hity jako "Xplode 2", který se pravidelně umísťoval na prvním místě v každé německé taneční hitparádě.
Další singl "Push" (rovněž taneční a prodejní hit) a "Bakerman" vznikly za spolupráce Laida Backa z Dánska.
Další singl nazvaný „V.I.P.“ byl vydán v únoru 2007 a jeho poslední záležitost Hey Hi Hello byla vydána v létě 2008.
V roce 2008 použil písničku z filmu Tři oříšky pro Popelku od Karla Svobody a předělal jí. Její název je Could you, would you, should you.

## Tvorba
- Shaun Baker The Madman – Saaax!!! (1997)
- DJs Delay – Engage
- Shaun Baker – Japan
- K.K.System – Fax u.
- Shaun Baker – Pizza!
- Shaun Baker – On a Helium Trip
- Santoshi – The Law
- Shaun Baker – Somebody
- 3 Years 3 Days – Temple of Dance
- Shaun Baker – Back in Town
- Jordan & Baker – Explode (2002)
- Santoshi vs Marco Wong – Excess
- Bubbleheadz – Young
- Boo Selekta – F*ck U Up(Nobody listens to Hip Hop) (2003)
- Shaun Baker & Marc van Linden – Sex on the Streets
- Jordan & Baker – Millions
- Shaun Baker presents A & B Brothers – Music Love & Money
- Shaun Baker – The Works PT 01.(2003)
- Shaun Baker – Be Free
- Black Dildo – Freestyle F*cker
- A&B Brothers feat. Searo – Domo
- Clubbasse & The Baker – Worldwide
- Avilyn – Bango
- Axel Bust vs Locana – Yo Mom
- Shaun Baker – Xplode 2 (2005)
- Shaun Baker – Push!/Deep (2006)
- Shaun Baker – Bakerman/1 (2006)
- Shaun Baker – V.I.P. (2007)
- Shaun Baker – Power (2007)
- Shaun Baker – Hey Hi Hello (2008)
- Shaun Baker – Could You Would You Should You (2008)
- Shaun Baker – Give (2009)